# Xe điện ở Sofia
Hệ thống xe điện ở Sofia là dịch vụ giao thông công cộng chính ở Sofia, thủ đô Bulgaria. Nó bắt đầu hoạt động từ ngày 1 tháng 1 năm 1901. Đến năm 2006, hệ thống xe điện bao gồm khoảng 309 kilomét  các tuyến đường sắt một chiều khổ hẹp và khổ tiêu chuẩn. Hầu hết đường sắt là khổ hẹp (1.009 mét), với khổ tiêu chuẩn 1.435m được áp dụng trên các tuyến 20, 22 and 23, tổng cộng độ dài khoảng 40 kilomét.